# Iulotrichia eusciasta
Iulotrichia eusciasta là một loài bướm đêm trong họ Geometridae.